# Uretrorragia
L'uretrorragia è un sanguinamento dell'uretra in assenza di emissione di urina, associata a disuria e alla presenza di macchie di sangue nell'abbigliamento intimo dopo lo svuotamento vescicale. Questa condizione, che si manifesta spesso nei maschi in età prepuberale a intervalli compresi tra alcuni mesi e molti anni, è generalmente autolimitante. Le indagini diagnostiche, in particolar modo l'ecografia, non sono solitamente necessarie, a meno che l'emorragia non sia persistente o ricorrente.